# جی فرگوسون
جی فرگوسون (انگلیسی: Jay Ferguson؛ زادهٔ ۱۰ مهٔ ۱۹۴۷) موسیقی‌دان اهل ایالات متحده آمریکا است. وی از سال ۱۹۶۸ میلادی تاکنون مشغول فعالیت بوده‌است.بسیاری از مردم او را به خاطر فعالیتش در مجموعه اداره و نوشتن موسیقی متن آن می‌شناسند.